# Kel-Tec P-32
La Kel-Tec P-32 es una pistola semiautomática sub compacta operada por retroceso que utiliza el cartucho .32 ACP. Es producida por Kel-Tec CNC industries Inc., de Cocoa, Florida (Estados Unidos) y fue diseñada para porte oculto por civiles y por oficiales de la ley como arma de reserva.

## Diseño
La P-32 fue diseñada por George Kellgren. Tiene una longitud de cañón de 2,68 pulgadas (68 mm).
La P-32 funciona con el principio de retroceso corto tipo Browning.

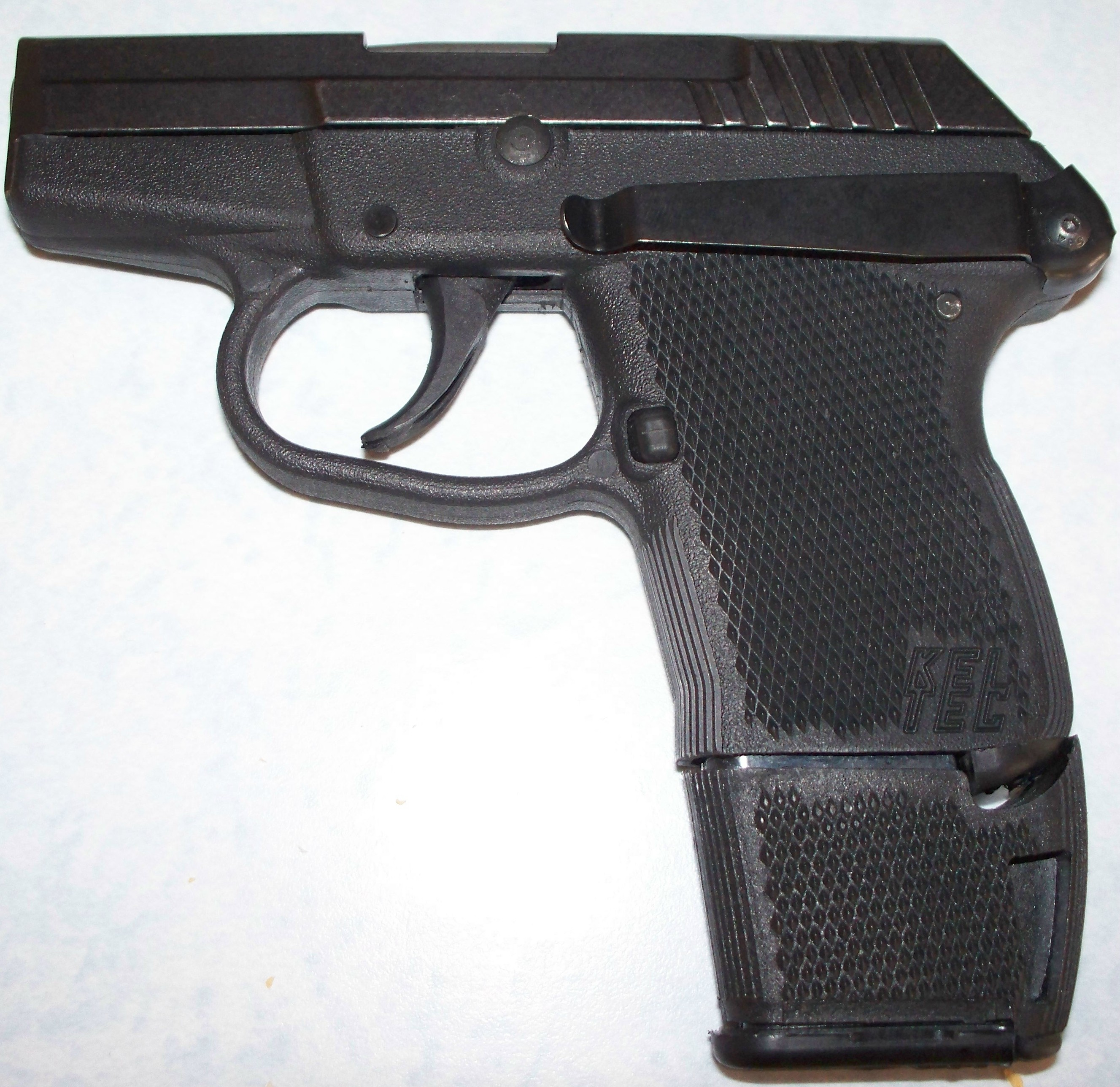
Kel-Tec P-32 con cargador extendido de 10 cartuchos de fábrica.

Similar en concepto a un revólver, la P-32 no tiene seguro manual, confiando en cambio en la acción de un gatillo de doble acción largo y un bloque de martillo interno para proveer una operación segura.
La P-32 está construida en los siguientes materiales: acero SAE 4140 para el cañón y la corredera; aluminio 7075-T6 para el armazón interno que aloja el mecanismo de disparo (maquinado a partir de un bloque sólido de aluminio); y polímero de alto impacto ultra Dupont ST-8018 para la empuñadura, armazón y gatillo.